# Mistrzostwa Europy Juniorów w Saneczkarstwie 1969
15. Mistrzostwa Europy juniorów w saneczkarstwie 1969 odbyły się 15 lutego w Hammarstrand, w Szwecji. Rozegrane zostały trzy konkurencje: jedynki kobiet, jedynki mężczyzn oraz dwójki mężczyzn. W klasyfikacji medalowej najlepsi byli Niemcy Zachodni.

## Terminarz
| Data           | Miejscowość  | Konkurencja      | Złoto                         | Srebro                           | Brąz                         |
| -------------- | ------------ | ---------------- | ----------------------------- | -------------------------------- | ---------------------------- |
| 15 lutego 1969 | Hammarstrand | Jedynki kobiet   | Elisabeth Demleitner          | Dana Beldová                     | Rosita Streit                |
| 15 lutego 1969 | Hammarstrand | Jedynki mężczyzn | Wolfram Fiedler               | Stefan Hölzlwimmer               | Rudolf Schmid                |
| 15 lutego 1969 | Hammarstrand | Dwójki mężczyzn  | Rudolf Schmid Franz Schachner | Paul Hildgartner Walter Plaikner | Horst Müller Manfred Neumann |

## Wyniki

### Jedynki kobiet
- Data / Początek: Sobota 15 lutego 1969

| Medal | Zawodniczka          | Narodowość |
| ----- | -------------------- | ---------- |
|       | Elisabeth Demleitner | RFN        |
|       | Dana Beldová         | Czechy     |
|       | Rosita Streit        | NRD        |
| 4.    | Annelie Darr         | NRD        |
| 5.    | Christa Decker       | NRD        |
| 6.    | Christa Beck         | NRD        |
| 7.    | Angelika Greguletz   | RFN        |
| 8.    | Berit Salomonsson    | Szwecja    |
| 9.    | Wiesława Krawczyk    | Polska     |
| 10.   | Ute Rührold          | NRD        |
| 11.   | Cäcilia Prantner     | Austria    |
| 12.   | Maria Śliwa          | Polska     |
| 13.   | Eva Maria Eder       | RFN        |
| 14.   | Rose-Marie Jakobsson | Szwecja    |
| 15.   | Marita Weidenmüller  | NRD        |

### Jedynki mężczyzn
- Data / Początek: Sobota 15 lutego 1969

| Medal | Zawodnik             | Narodowość |
| ----- | -------------------- | ---------- |
|       | Wolfram Fiedler      | NRD        |
|       | Stefan Hölzlwimmer   | RFN        |
|       | Rudolf Schmid        | Austria    |
| 4.    | Michael Silz         | RFN        |
| 5.    | Mirosław Więckowski  | Polska     |
| 6.    | Lutz-Jürgen Anschütz | NRD        |
| 7.    | Frantisek Halír      | Czechy     |
| 8.    | Thomas Jarzombek     | NRD        |
| 9.    | Erwin Federspieler   | Włochy     |
| 10.   | Karl Brunner         | Włochy     |
| 11.   | Andrzej Piekoszewski | Polska     |
| 12.   | Stephen Sinding      | Norwegia   |
| 13.   | Herbert Niedermaier  | Włochy     |
| 14.   | Tadeusz Kasielski    | Polska     |
| 15.   | Petr Stefanjuk       | Czechy     |
| 16.   | Peter Cerny          | Czechy     |
| 17.   | Niedermair           | Włochy     |
| 18.   | Manfred Neumann      | NRD        |
| 19.   | Sven-Erik Robertson  | Szwecja    |
| 20.   | Karl August Remmers  | NRD        |
| 21.   | Henryk Kryszka       | Polska     |
| 22.   | Erwin Lechleitner    | Austria    |
| 23.   | Milan Kubacek        | Czechy     |
| 24.   | Manfred Hornig       | RFN        |
| 25.   | Josef Drosch         | Austria    |
| 26.   | Ludwig Rauscher      | RFN        |
| 27.   | Heinrich Auer        | Austria    |
| 28.   | Martin Weiss         | RFN        |
| 29.   | Dieter Numann        | RFN        |
| 30.   | Hans Prinoth         | Włochy     |
| 31.   | Kent Olofsson        | Szwecja    |
| 32.   | Hans Sparber         | Włochy     |
| 33.   | Sörnes Geir Hansen   | Norwegia   |
| 34.   | Zbigniew Gutowski    | Polska     |
| 35.   | Morten Johansen      | Norwegia   |
| 36.   | Andrzej Kurzeja      | Polska     |
| 37.   | Raimund Höfer        | RFN        |
| 38.   | Siegfried Graber     | Włochy     |
| 39.   | Andrzej Majewski     | Polska     |
| 40.   | Ray Lindfors         | Finlandia  |
| 41.   | Pavel Krykorka       | Czechy     |
| 42.   | Odd Sivertzen        | Szwecja    |
| 43.   | Alf Johnsson         | Szwecja    |
| 44.   | Benny Jakobsson      | Szwecja    |
| 45.   | Lage Bergström       | Szwecja    |
| 46.   | Stale Storas         | Norwegia   |
| 47.   | Per Fladvad          | Szwecja    |

### Dwójki mężczyzn
- Data / Początek: Sobota 15 lutego 1969

| Medal | Zawodnik                               | Narodowość |
| ----- | -------------------------------------- | ---------- |
|       | Rudolf Schmid Franz Schachner          | Austria    |
|       | Paul Hildgartner Walter Plaikner       | Włochy     |
|       | Horst Müller Manfred Neumann           | NRD        |
| 4.    | Karl Brunner Siegfried Graber          | Włochy     |
| 5.    | Wolfram Fiedler Armin Hahn             | NRD        |
| 6.    | Günther Raggl Erwin Lechleitner        | Austria    |
| 7.    | Herbert Niedermaier Hans Sparber       | Włochy     |
| 8.    | Sörnes Geir Hansen Stephen Sinding     | Norwegia   |
| 9.    | Andrzej Piekoszewski Tadeusz Kasielski | Polska     |
| 10.   | Henryk Kryszka Andrzej Majewski        | Polska     |
| 11.   | Mirosław Więckowski Zbigniew Lutak     | Polska     |
| 12.   | Lutz-Jürgen Anschütz Thomas Jarzombek  | NRD        |
| 13.   | Michael Silz Raimund Höfer             | RFN        |
| 14.   | Zbigniew Gutowski Andrzej Kurzeja      | Polska     |

## Klasyfikacja medalowa
| Miejsce | Państwo |   |   |   | Razem |
| ------- | ------- | - | - | - | ----- |
| 1.      | RFN     | 1 | 1 | 0 | 2     |
| 2.      | NRD     | 1 | 0 | 2 | 3     |
| 3.      | Austria | 1 | 0 | 1 | 2     |
| 4.      | Czechy  | 0 | 1 | 0 | 1     |
| 4.      | Włochy  | 0 | 1 | 0 | 1     |